# Gymnoleon dentatus
Gymnoleon dentatus is een insect uit de familie van de mierenleeuwen (Myrmeleontidae), die tot de orde netvleugeligen (Neuroptera) behoort. 
Gymnoleon dentatus is voor het eerst wetenschappelijk beschreven door Navás in 1923.